# Балаболка
Балаболка — бесплатная программа с закрытым исходным кодом для озвучивания текстов при помощи синтезаторов речи (text-to-speech). Программа разработана российским программистом И.В. Морозовым. Среда функционирования — операционные системы семейства Microsoft Windows.

## История создания
В начале 2000 годов Илья Морозов участвовал в разработке обучающих компьютерных программ для немецких школьников, страдающих дислексией. По просьбе учительницы немецкого языка Регины Мюллер (Regine Müller) из Франкфурта-на-Майне в обучающие программы была добавлена функция синтеза речи. «Балаболка» появилась на свет в 2006 году как тестовая утилита для проверки работы немецких голосовых движков, установленных на компьютере пользователя. Регина Мюллер была первым бета-тестером программы и перевела её интерфейс на немецкий язык.

## Достижения и отзывы
В 2010 году «Балаболка» была номинирована на премию «Софт года» в рамках проекта Софт@Mail.Ru и заняла третье место в номинации «Дом и семья».
В 2010 и 2011 годах журнал «Наша жизнь», издаваемый «Всероссийским обществом слепых», опубликовал статьи об использовании программы «Балаболка» совместно с другим программным обеспечением и тифлофлешплеерами для реабилитации пользователей с нарушением зрения. В 2018 году об аналогичном опыте применения «Балаболки» для создания «говорящих» книг рассказали сотрудники Липецкой областной специальной библиотеки для слепых.
3 декабря 2019 года TechRadar включил «Балаболку» в топ-5 лучших программ для преобразования текста в речь по итогам 2019 года.
Университет Хериота-Уатта на своем сайте рекомендует слабовидящим студентам применять в учебном процессе программу «Балаболка» совместно с шотландскими речевыми движками. Аналогичные рекомендации есть на сайтах Сент-Эндрюсского университета, Университета Южной Калифорнии, Политехнического университета Виргинии и многих других учебных заведений мира.

## Возможности программы
Программа позволяет читать текстовые файлы вслух при помощи синтеза речи. Для этого программа обращается к голосовым движкам, используя возможности интерфейсов Microsoft Speech API и Microsoft Speech Platform.
«Балаболка» извлекает текст из файлов форматов AZW, CHM, DjVu, DOC, DOCX, EML, EPUB, FB2 и FB3, HTML, LIT, MD, MOBI, ODP, ODS, ODT, PDB, PDF, PPT, PPTX, PRC, RTF, TCR, WPD, XLS, XLSX. Доступна проверка орфографии. К тексту могут быть применены заранее заданные правила для коррекции произношения отдельных слов или фраз. Текст может быть прочитан вслух или сохранён в виде звукового файла.
С помощью «Балаболки» можно преобразовывать субтитры в звуковые файлы, а также создавать новый файл субтитров при конвертации текста в аудиофайл. Такой файл субтитров позволит просматривать текст синхронно с речью при воспроизведении звукового файла (аналогично просмотру текста песни в караоке).
Программа «Балаболка» доступна для скачивания в виде дистрибутива с установщиком и в виде переносимого приложения. Существуют также консольные утилиты BLB2TXT (для извлечения текста из файлов различных форматов) и BALCON (для чтения текстового файла вслух): эти программы управляются при помощи интерфейса командной строки.